# Frank Stronach
Frank Stronach (ur. 6 września 1932 w Kleinsemmeringu w Styrii jako Franz Strohsack) – austriacki i kanadyjski przedsiębiorca oraz polityk, twórca koncernu Magna International i partii politycznej sygnowanej jego nazwiskiem.

## Życiorys
Urodził się w rodzinie robotniczej, porzucił szkołę i podjął zatrudnienie jako robotnik. W 1952 wyemigrował do Szwajcarii, a dwa lata później wyjechał do Kanady. Jak sam twierdził, udał się tam, mając ponoć przy sobie tylko 200 dolarów. Kilka lat później utworzył swoje pierwsze przedsiębiorstwo – Multimatic. W 1969 doprowadził do jego połączenia z inną firmą, powołując Magnę International. Przedsiębiorstwo to stało się stopniowo jednym z głównych światowych producentów części samochodowych. Koncern w 2012 zatrudniał w swoich fabrykach ponad 100 tys. pracowników, uzyskując roczne obroty na poziomie 24 mld dolarów. W 2013 „Forbes” szacował majątek Franka Stronacha na 1,2 miliarda dolarów, sytuując go na 25. miejscu wśród najbogatszych Kanadyjczyków. Zaangażował się także w biznes związany z hodowlą koni wyścigowych i organizacją wyścigów konnych – poprzez swoje inne przedsiębiorstwo został właścicielem kilku torów wyścigowych.
Był właścicielem i głównym sponsorem klubu piłkarskiego Austria Wiedeń, pełnił funkcję prezydenta austriackiej Bundesligi. Przejął później klub piłkarski SC Wiener Neustadt, obejmując stanowisko prezesa jego zarządu.
W 1988 bez powodzenia kandydował do kanadyjskiego parlamentu z ramienia Liberalnej Partii Kanady. We wrześniu 2012 utworzył nową partię polityczną na terenie Austrii – nazwaną Team Stronach. Do listopada tegoż roku przystąpiło do niej pięciu deputowanych, co pozwoliło utworzyć parlamentarną frakcję. Ugrupowanie zaczęło głosić poglądy liberalne gospodarczo i jednocześnie eurosceptyczne, opowiadając się m.in. za likwidacją strefy euro. W wyborach z września 2013 partia uzyskała około 5,7% głosów, co przełożyło się na 11 mandatów w Radzie Narodowej. Jeden z nich przypadł liderowi partii, Frank Stronach zrezygnował z niego już w styczniu 2014.

## Życie prywatne
Frank Stronach jest żonaty, ma dwoje dzieci, w tym Belindę Stronach, kanadyjską posłankę i minister.